# Temyrłan
Temyrłan (ros. Tiemirłanowka) – wieś w południowym Kazachstanie, w obwodzie turkiestańskim. Liczy 12 500 mieszkańców (2006). Ośrodek przemysłu spożywczego.